# Браун, Натали
Натали Браун (англ. Natalie Brown; род. 17 мая 1973, Тимминс) — канадская телевизионная актриса. Она родилась и выросла в Тимминсе, Онтарио, и начала свою карьеру как модель, прежде чем стать актрисой.
Браун наиболее известна благодаря своей работе на телевидении, где она сыграла более сорока ролей. Она играла ведущую роль в канадском ситкоме «Софи» (которая принесла ей номинацию на премию «Джемини»), который транслировался на CBC в 2008-09 годах. На американском телевидении у неё была второстепенная роль в сериале ABC «Счастливый город» в 2010 году. В 2014 году она была членом основного состава первого сезона сериала FX «Штамм». В дополнение к этому у неё были второстепенные роли в «Быть человеком» и «Укушенная». Браун также сыграла незначительные роли в нескольких кинофильмах, появлялась в телефильмах, и исполняла гостевые роли в таких сериалах как «Горячая точка» и «Тайные операции».

## Избранная фильмография
| Год       |    | Русское название                   | Оригинальное название        | Роль           |
| --------- | -- | ---------------------------------- | ---------------------------- | -------------- |
| 2002      | с  | ФАКультет                          | Undressed                    | Брианна        |
| 2003      | ф  | Как отделаться от парня за 10 дней | How to Lose a Guy in 10 Days | мисс Сэвиер    |
| 2004      | ф  | Добро пожаловать в Лосиную бухту   | Welcome to Mooseport         | Лори Смит      |
| 2004      | ф  | Рассвет мертвецов                  | Dawn of the Dead             | репортёр       |
| 2005      | тф | Экспедиция в преисподнюю           | Descent                      | Джен           |
| 2007      | тф | Гнев земли                         | Something Beneath            | Кхали Спенс    |
| 2008—2009 | с  | Софи                               | Sophie                       | Софи Паркер    |
| 2011      | ф  | Экстази                            | Irvine Welsh's Ecstasy       | Мэри           |
| 2012      | с  | Быть человеком                     | Being Human                  | Джулия         |
| 2014—2015 | с  | Укушенная                          | Bitten                       | Диана Макадамс |
| 2014—2017 | с  | Штамм                              | The Strain                   | Келли Гудвэзер |
| 2015—2017 | с  | Тёмная материя                     | Dark Matter                  | Сара           |
| 2016      | с  | Нулевой канал                      | Channel Zero                 | Джессика Уолен |
| 2018      | с  | Шиттс Крик                         | Schitt’s Creek               | Хизер Уорнер   |